# Gruža (lac)
Pour les articles homonymes, voir Gruža.
Le lac artificiel de Gruža (en serbe : Gružansko jezero ; cyrillique : Гружанско језеро) a été créé au sud-ouest de Knić comme réservoir d'eau pour la ville de Kragujevac. Le lac couvre une surface de 9,19 km2.
Étant le plus grand réservoir d'eau de Serbie centrale, il est surnommé la mer de la Šumadija. 